# 조승욱
조승욱(1970년 ~ )은 대한민국의 연출가이다. 1997년 KBS에 입사하였으며, 2011년 JTBC로 이적하였다.

## 경력
- KBS TV제작본부 예능국 프로듀서
- 2011~ JTBC 프로듀서
- JTBC 제작2국 CP
- 2018.11 JTBC 제작3국장
- 2019.12~2020 JTBC 예능국장
- 2020~2021 JTBC 예능본부장
- 2021~2022 JTBC 특임PD·상무보
- 2022~ 스튜디오잼 대표

## 작품 목록

### 텔레비전 프로그램
- 《KBS 예술극장》 (1995-2005)
- 《슈퍼TV 일요일은 즐거워》
- 《쟁반노래방》 (2001-2002)
- 《윤도현의 러브레터》
- 《해피선데이》
- 《밤샘 버라이어티 야행성》 (2010)
- 《메이드 인 유》 (2011-2012)
- 《패티김 쇼》 (2012-2013)
- 《히든싱어》 (2012-2013)
- 《히든싱어 2》 (2013-2014)
- 《히든싱어 3》 (2014)
- 《히든싱어 4》 (2015-2016)
- 《비정상회담》 (2016-현재)
- 《힙합의 민족 2》 (2016-2017)
- 《팬텀싱어》 (2016-2017)

### 시트콤
- 《달려라 울엄마》 (2003-2004)